# 维尼塔公园
维尼塔公园（英語：Vinita Park）是一个美國城市，位於密苏里州圣路易斯县。根據 2010年的人口普查，當地人口為1 880个。

## 地理
维尼塔公园位于38°41′24″N 90°20′14″W / 38.69000°N 90.33722°W（38.690022,-90.337310）。
根据美国人口普查局，该城市的总面积為0.72平方英里（1.86平方）。

### 2010年人口普查
根據2010年人口普查，當地人口為1 880人，有761戶家庭，其中496户家庭居住在城市。
761戶家庭中，33.6%的儿童年龄在18岁以下，34.0%為同居的已婚夫妇，和8.1%為65岁以上的獨居老年人。

### 2000年的人口普查
根據2000年人口普查，當地人口為1,924人,有752戶家庭，其中515戶家庭居住在城市。
752戶家庭中，有34.3%的子女年龄為18岁以下，36.8%為同居的已婚夫妇，和7.0%为65岁以上的獨居老年人。